# Faye-l’Abbesse
Faye-l’Abbesse település Franciaországban, Deux-Sèvres megyében. Lakosainak száma 1126 fő (2022. január 1.). Faye-l’Abbesse Boussais, Bressuire, Chiché, Geay, Glénay és Pierrefitte községekkel határos.

## Népesség
A település népességének változása:
| Lakosok száma | 1040 | 1039 | 1065 | 1066 | 1090 | 1114 | 1119 | 1117 | 1126 |
|               | 2013 | 2015 | 2016 | 2017 | 2018 | 2019 | 2020 | 2021 | 2022 |